# Camisa 10

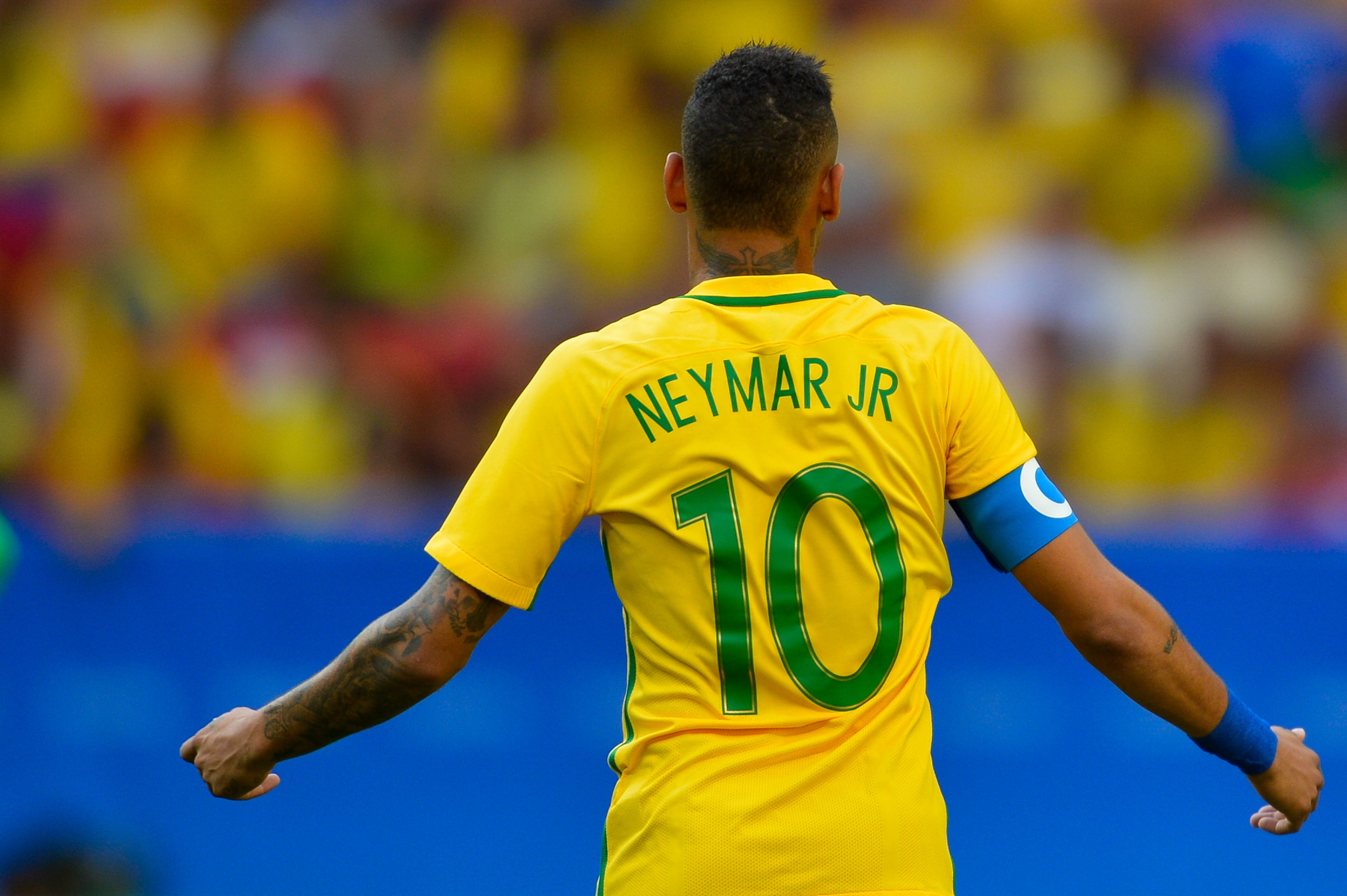
Neymar vestindo a camisa 10 da Seleção Brasileira em 2016

No futebol, a camisa 10 é uma das mais emblemáticas, devido ao grande número de "lendas do futebol" que a utilizaram. O número representa o símbolo de craque da equipe, de liderança e talento. Pelé é considerado o jogador que deu peso ao número. Ele era considerado o craque do time, um dos mais bem pagos e aquele com o qual os marcadores deveriam se preocupar.

## História

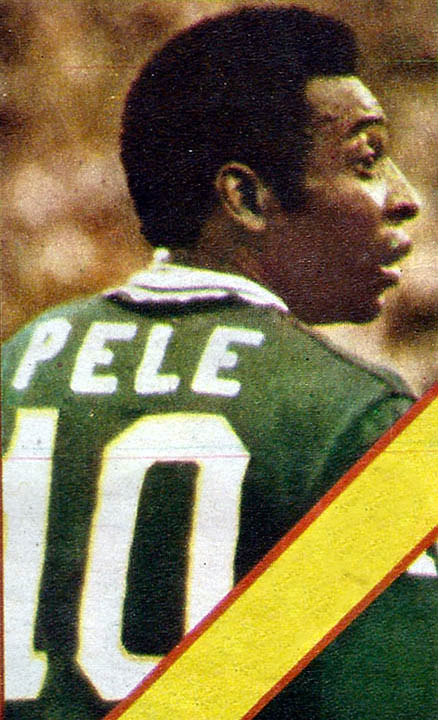
Pelé vestindo a camisa 10 do New York Cosmos

Em 1939, a numeração era baseada no seguinte sistema: 1 para o goleiro, 2 a 3 para os defensores, 4 a 6 com os meias e de 7 a 11 para os atacantes. Na década de 1950, foi implementado o sistema W-M, com a seguinte modificação: 8 e 10 para os pontas-de-lança, 7 e 11 para os pontas, 9 para o centroavante.
Pelé jogava na camisa 8 pelo Bauru Atlético Clube e, portanto, treinava com esta numeração no Santos Futebol Clube quando estreou pelo time em 1956, ainda como reserva. No entanto, Válter Vasconcelos, então camisa 10, fraturou a perna, e Pelé o substituiu a partir de 1957. No ano seguinte, Pelé foi convocado para a Copa do Mundo de 1958. Não se sabe ao certo qual foi o critério para que ele fosse escolhido como o camisa 10, já que Pelé fez declarações contraditórias em entrevistas:
- "Na época, numeravam os jogadores acho que pelo registro da federação, devia ser assim";
- "Na Copa do Mundo em 1958, na Suécia, fui o décimo atleta brasileiro a ser inscrito";
- "E aí chegou lá, no sorteio da Fifa, caiu a camisa número 10".

Zagallo deu outra versão: "Não sei direito, mas acho que mandaram a numeração que puseram nas nossas malas, com as quais viajamos. Só pode ser essa a explicação, porque, me lembro muito bem, a minha mala tinha o número sete". Com este número, Pelé liderou o Brasil ao primeiro título mundial com seis gols na Copa de 1958, colocando-o "em um patamar até então nunca visto no futebol".
| “      | O número 10, todo mundo fala: antes do Pelé, era só um número. Eu nem sabia que tinha essa importância, mas realmente depois que nós fomos campeões do mundo em 1958, [eu era o] jogador mais novo com 17 anos e o número 10 [...] Depois, começaram a dar importância para o número 10, porque antes ninguém se preocupava por número. | ” |
| — Pelé | |   |

Um grande número de "lendas do futebol" já utilizaram a camisa 10. Internacionalmente, pode-se notar Maradona, Messi, Modrić, Mbappé e Zidane. Na Seleção Brasileira, até 2020, os dez jogadores que mais vestiram a camisa 10 eram:
1. Pelé (105 vezes)
2. Neymar (70)
3. Rivaldo (69)
4. Rivellino (65)
5. Zico (51)
6. Ronaldinho (50)
7. Kaká (33)
8. Raí (29)
9. Didi (27)
10. Leonardo (23)

## Artigos acadêmicos
- Abrahão, Bruno Otávio de Lacerda (12 de fevereiro de 2021). A Camisa 10 do futebol como um símbolo na manutenção da identidade nacional: o discurso da mídia. Esporte e Sociedade (Tese). ISSN 1809-1296. Consultado em 16 de janeiro de 2022